# Josip Milković
Josip „Cos“ Milković (* 30. Oktober 1942 in Zagreb) ist ein ehemaliger kroatischer Handballtrainer und Handballspieler.
Als Spieler war Milković von 1957 bis 1973 bei RK Medveščak Zagreb. Mit der Mannschaft wurde er 1964 und 1965 Jugoslawischer Meister und 1965 und 1970 Pokalsieger. 1965 stand er mit der Mannschaft im Finale des Europapokals der Landesmeister, wo Zagreb gegen Dinamo Bukarest mit 13:11 unterlag. Für Jugoslawien bestritt Milković 103 Länderspiele, in denen er 310 Tore warf. Bei der Weltmeisterschaft 1970 holte er mit Jugoslawien die Bronzemedaille. Bei der WM 1964 wurde er zusammen mit Andreas Fenyő und Hans Moser mit je 32 Treffern Torschützenkönig.
Nach seiner aktiven Zeit trainierte er unter anderem RK Medveščak und wechselte dann in die Handball-Bundesliga. Dort trainierte er die SG Dietzenbach, den VfL Günzburg, den MTSV Schwabing, Bayer Leverkusen und bis Dezember 1989 den THW Kiel. Nach seiner Entlassung in Kiel betreute er die SG Weiche-Handewitt, wurde aber Mitte Januar 1990 nach 25-tägiger Amtszeit wieder entlassen. Im Jahr 2000 wurde Milković Trainer der kroatischen Nationalmannschaft.